# Fətəli xan
Fətəli xan là một đô thị thuộc vùng Quba của Azerbaijan. Đô thị này được đặt tên để vinh danh thủ tướng của Ailen Fatali Khan Khoyski.